# کیکه تورتوسا (بازیکن فوتبال، زاده ۱۹۸۳)
کیکه تورتوسا (انگلیسی: Kike Tortosa؛ زادهٔ ۱۳ ژوئیهٔ ۱۹۸۳) بازیکن فوتبال اهل اسپانیا است.
از باشگاه‌هایی که در آن بازی کرده‌است می‌توان به باشگاه فوتبال آلباسته بالومپیه اشاره کرد.